# Lokalhistoria
Lokalhistoria är historia om en ort, bygd eller annat lokalt område. För de lokala invånarna är den hembygdshistoria.